# Granite Falls (Minnesota)
Granite Falls és una població dels Estats Units a l'estat de Minnesota. Segons el cens del 2000 tenia 3.070 habitants.

## Demografia
Segons el cens del 2000, Granite Falls tenia 3.070 habitants, 1.344 habitatges, i 806 famílies. La densitat de població era de 343,6 habitants per km².
Dels 1.344 habitatges en un 27,7% hi vivien nens de menys de 18 anys, en un 50,5% hi vivien parelles casades, en un 7,7% dones solteres, i en un 40% no eren unitats familiars. En el 35% dels habitatges hi vivien persones soles el 18,5% de les quals corresponia a persones de 65 anys o més que vivien soles. El nombre mitjà de persones vivint en cada habitatge era de 2,24 i el nombre mitjà de persones que vivien en cada família era de 2,91.
Per edats la població es repartia de la següent manera: un 24,1% tenia menys de 18 anys, un 7,9% entre 18 i 24, un 24,1% entre 25 i 44, un 22% de 45 a 60 i un 21,8% 65 anys o més.
L'edat mediana era de 41 anys. Per cada 100 dones de 18 o més anys hi havia 81,2 homes.
La renda mediana per habitatge era de 32.031 $ i la renda mediana per família de 45.536 $. Els homes tenien una renda mediana de 32.905 $ mentre que les dones 22.957 $. La renda per capita de la població era de 18.356 $. Entorn del 6,6% de les famílies i el 9,7% de la població estaven per davall del llindar de pobresa.

## Poblacions més properes
El següent diagrama mostra les poblacions més properes.